# تأييد النسوية
يُشار بمصطللح تأييد للنسوية (بالإنجليزية: Pro-feminism)‏ إلى داعمي الحركة النسوية دون أن يعني ذلك أن المؤيد عضو في الحركة النسوية. يستخدم هذا المصطلح في أغلب الأحيان للإشارة إلى الرجال («الذكور النسويون») الذين يؤيدون الحركة النسائية بقوة، وجهودها الرامية إلى تحقيق المساواة السياسية والاقتصادية والثقافية والشخصية والاجتماعية بين المرأة مع الرجل. يشارك عدد من الرجال المؤيدين للنسوية في النشاطية السياسية، أغلب الأحيان في مجالات المساواة بين الجنسين، وحقوق المرأة، والقضاء على العنف ضد المرأة.
لاقت النظرية النسوية تأييدًا من عدد من الرجال الذين شكلوا مجموعات توعية في ستينيات القرن العشرين، التي صُنفت حسب تفضيل كل منها لنهج سياسي ونسوي خاص. مع ذلك يبدو أن إدراج أصوات الرجال كأصوات «نسوية» يمثل مشكلة للبعض. بالنسبة لعدد من النساء والرجال، كانت كلمة «نسوية» مخصصة للنساء اللاتي لهن آراء بشأن موضوعات يعانين منها مثل عدم المساواة والقمع الذي سعت الحركة النسوية لمعالجته. ردًا على هذا الاعتراض، صاغ عدد من المجموعات المختلفة مصطلحات أخرى مثل «مكافحة التمييز على أساس الجنس» ومؤيدو النسوية.
هناك مجموعات من الرجال المؤيدين للنسوية في معظم أنحاء العالم الغربي. تشمل أنشطة مجموعات الرجال المؤيدة للنسوية مكافحة العنف مع الأولاد ومع الشباب في المدارس، وتنظيم ورشات عمل حول التحرش الجنسي في أماكن العمل، وتنظيم حملات التعليم المجتمعي، وتقديم المشورة لمرتكبي العنف من الذكور.
يشارك الرجال المؤيدون للنسوية في دعم صحة الرجل، ودراسات الرجال، وتطوير مناهج المساواة بين الجنسين في المدارس، والعديد من المجالات الأخرى. يشارك الرجال الداعمون للنسوية المناهضة للإباحية في الأنشطة المكافحة للمواد الإباحية، بما في ذلك تشريع قوانين مناهضة لهذه المواد بالتعاون مع النسويات والخدمات النسائية، مثل: مراكز العنف الأسري، وحوداث الاغتصاب.
يستخدم أيضًا الأشخاص الذين يعتنقون معتقدات نسوية أو يدافعون عن قضايا نسوية مصطلح «مؤيدو النسوية» أحيانًا، في حال عدم تأييدهم للحركة ذاتها. يستخدمه أيضًا أولئك الذين لا يعارضون الحركة النسوية، أو من يرغبون بأن يُعرفوا كمنتمين لها. يرفض بعض النشطاء تمامًا الإشارة إلى الرجال على أنهم «نسويون»، ويصممون على الإشارة لجميع الرجال المناصرين للنسوية بوصفهم «مؤيدين للنسوية»، حتى إذا كان الرجال المعنيون يعتبرون أنفسهم «نسويين». ينتقد آخرون الرجال «المؤيدين للنسوية» الذين يرفضون التعريف كنسويين. تشير معظم المجموعات النسوية الرئيسية -وأبرزها المنظمة الوطنية للمرأة ومؤسسة الأغلبية النسوية الأمريكية- إلى النشطاء الذكور على أنهم «نسويون» بدلًا من «مؤيدين للنسوية».

## مؤيدو النسوية الرجال
استجاب الرجال بطرق متنوعة للموجة النسائية الأولى والتغيرات المجتمعية التي حدثت في الولايات المتحدة في أواخر القرن التاسع عشر وأوائل القرن العشرين. تبنى الرجال المؤيدون للنسوية أفكار الحركة ودافعوا بقوة عن مساواة المرأة بالرجل. في حين أعرب المناهضون للنسوية «عن الحنين للأفكار القروية التقليدية وأفكار ما قبل الصناعة والحضر، فقد تجلى الموقف الفكري لمؤيدي النسوية في الإيمان بالقدرة التحررية للحداثة». اعتقد مؤيدو النسوية -لإيمانهم بالعلم والتقدم- أن «التصويت ليس إلا تعبيرًا علنيًا عن التحدي النسوي للنظام الاجتماعي الذي يربط النساء والرجال بظروف اجتماعية قمعية»، وأن ذلك سيعود بنفع هائل على الأميركيين من كلا الجنسين على المدى الطويل.
يعتبر بعض الرجال في تيار حركة الرجال الحديثة أن الرجال المؤيدين للنسوية ليسوا إلا متعاطفين معها. يسعى الرجال المؤيدون للنسوية إلى إضافة أصوات الذكور إلى النسوية، ويدعون إلى تغيير العلاقات بين الجنسين والهياكل الاجتماعية والسياسية والمؤسسية بواسطة النساء والرجال على حد سواء. ترى بعض النسويات أن إدراج الرجال في الحركة النسوية ضروري لإضفاء الطابع العالمي للحركة، ولكي تظل الحركة ذات أهمية في المستقبل. انخرط المزيد من المؤيدين للنسوية في جميع أنحاء العالم منذ النصف الأخير من القرن العشرين في الدعوة لقضايا مختلفة ارتبطت عادةً بالنسوية، بما في ذلك على سبيل المثال لا الحصر: مناهضة الاغتصاب، ومناهضة العنف، فضلًا عن تحدي جنسنة المرأة في وسائل الإعلام. وُثقت العديد من هذه الأنشطة تاريخيًا في مجموعة متنوعة من المنشورات والكتب، بما في ذلك -منذ عام 1983- مجلة صوت الذكور، التي يحررها الناشط والكاتب روب أوكون المؤيد بقوة منذ زمنٍ بعيد للنسوية.
زعمت مارج بيرسي عام 1969 أن السياسيين الليبراليين الذكور يتبنون أحيانًا مطالبات نسوية لكسب الأصوات، رغم خلفياتهم وتصرفاتهم المشكوك فيها.
غالبًا ما يكون مؤيدو النسوية الرجال نشطاء اجتماعيين مثل أوغست بيبل.

### الدعوة لمكافحة العنف ضد المرأة
من أحد مجالات العمل الاجتماعي النسوي الذي شارك فيه بعض الرجال المؤيدين للنسوية هو مكافحة العنف ضد المرأة ودعم ضحاياه. يعمل النشطاء المناهضون للعنف في مآوي العنف الأسري التي توفر خدمات للنساء اللاتي تعرضن للضرب، وإسداء المشورة للناجيات، وإعادة تأهيل الجناة، ونشر التوعية بالمشكلة. يدعم العديد من النشطاء الذكور هذه الحملات المناهضة للعنف مستندين إلى جبهتين قويتين: أولاً: أن العنف ضد المرأة يهم جميع الناس بغض النظر عن الجنس، وثانيًا: ينبغي إيلاء المزيد من الاهتمام للبيئات الاجتماعية التي تخلق الجناة. حلل النشطاء أيضًا العوامل الثقافية التي تسهم في زيادة العنف ضد المرأة.
تأسست حملة الشريط الأبيض ردًا على مذبحة مدرسة بوليتكنيك في مونتريال، كندا. تهدف الحركة إلى نشر الوعي بقضية العنف ضد المرأة عن طريق توعية الرجال بالقضية.

### الدعوة لمكافحة الاغتصاب
على الرغم من عدم انتشار مشاركة الرجال في الأنشطة المناهضة للاغتصاب في الحملات الأمريكية، أثبت بعض الرجال أنهم قد يكونون حلفاء أقوياء في دورهم بالمآوي ومجموعات الدعم وفرق التصدي للاغتصاب. يزعم بعض النشطاء الذكور أن جهودهم تُقابل بسوء الظن والحنق. تتضمن الكثير من الكتابات حول النشطاء الذكور المناهضين للاغتصاب رجالاً يختبرون تجليات حول التأثير العاطفي والنفسي للاغتصاب على ضحاياه. يدعي الباحثون عادة أنه من أجل وضع حد للاغتصاب والعنف ضد النساء، يجب أن يدرك الرجال هذه القضايا، وإلا فلا أمل لوقف الاغتصاب.
بالإضافة إلى الصراعات التي يواجهونها كجزء من عملهم في مجال مناهضة الاغتصاب، يقول العديد من الذين يختارون المجاهرة بمعارضتهم للاغتصاب إنهم يتكبدون تكاليف اجتماعية، خاصةً عندما يُنظر إليهم على أنهم «ليسوا رجالًا». يمكن أن يتسبب عزوف الرجال عن ممارسة دور الذكورة المهيمنة التي تتسم حاليًا بسمات مثل القسوة، والسيطرة، والاعتماد على النفس، والسلوكيات الجنسية المغايرة، وتقييد التعبير العاطفي، وتجنب المواقف والسلوكيات التي ارتبطت بالإناث عبر الزمن في البلدان الأوروبية وفي الأمريكيتين، يمكن أن يتسبب بإقصاءهم من مجتمعات أقرانهم من الذكور. يدعي النشطاء الذكور أنه ما لم يمكن إعادة تعريف الرجولة لتشمل رعاية النساء والتعرض للقضايا العاطفية مثل الاغتصاب، سيستمر الرجال في التملص من اتخاذ إجراءات ضد الاغتصاب.

### مناهضة المواد الإباحية
يعتقد بعض العلماء المؤيدين للنسوية أن تمثيل النشاط الجنسي في المواد الإباحية أسهم في تصاعد العنف الجنسي وكره النساء وتعزيز عدم المساواة بين الجنسين. ويرون أن تطبيع الأفعال الجنسية العنيفة المهينة التي يهيمن فيها الذكور قد أوجدت مزيدًا من العنف في حياة مستخدمي المواد الإباحية. قد يؤكد المؤيدون للحركة النسائية على أن هذه التوجهات في المواد الإباحية تعكس تزايدًا في العنف الجنسي، وتسهم في تطبيع ثقافة الاغتصاب. يعتقد المؤيدون للنسوية أن المواد الإباحية تشيّئ النساء والفتيات جنسيًا.

## كتاب مؤيدن للنسوية
من أبرز الكتاب الذكور المؤيدين للنسوية عبر التاريخ:
- كلايف هاميلتون
- بايرون هرت
- روبرت جنسن
- جاكسون كاتس
- مايكل كيمل
- جون ستيوارت مل
- جيريمي آدم سميث